# José María Jiménez
José Maria Jiménez Sastre, wel vaker Chaba Jiménez genoemd, [uitspraak: 'tʃɑbɑ xi'meːnɛs] (El Barraco, 6 februari 1971 – Madrid, 6 december 2003) was een Spaans wielrenner. Jiménez wordt samen met Marco Pantani gezien als een van de meest gevleugelde klimmers van de jaren 90. Dat maakte beide in eigen land immens populair en is overigens niet de enige overeenkomst tussen beide wielrenners. Zo kwamen ze allebei om het leven in verdachte omstandigheden nadat ze in een zware depressie waren geraakt. 
Jiménez' zus trouwde met voormalig wielrenner Carlos Sastre.

## Wielerloopbaan
José María Jiménez (bijnaam Chava) werd bekend als adjudant van vijfvoudig Tour de France-winnaar Miguel Indurain. In 1997 werd hij achtste in het eindklassement van de Ronde van Frankrijk. Zijn grootste successen behaalde Jiménez in de Ronde van Spanje. In 1998 werd hij derde in het eindklassement na enkele dagen in de leiderstrui te hebben gereden. Volgens sommigen had hij kunnen winnen, maar moest hij inhouden om de leider van zijn ploeg, Abraham Olano, te helpen. In totaal won hij negen etappes in de Ronde van Spanje en kroonde hij zich viermaal tot bergkoning. In 2001 won hij naast het bergklassement ook het puntenklassement. Zijn explosieve, exuberante stijl maakte Jiménez geliefd bij veel wielerfanaten.

## Ziekte en overlijden
In 2001 moest Jiménez stoppen met wielrennen, omdat hij aan depressies leed. Toen in 2002 geruchten opstaken dat hij verslaafd was geraakt aan alcohol en drugs, werd hij door zijn ploeg iBanesto.com ontslagen. In 2003 probeerde Jiménez opnieuw in het wielerpeloton opgenomen te worden, maar het lukte hem niet om een ploeg te vinden. Hij overleed op 6 december 2003 onverwachts aan een hartstilstand in een psychiatrisch ziekenhuis waar hij reeds geruime tijd verbleef.

## Overwinningen
1992
- Circuito Montañés

1994
- 2e etappe en eindklassement Ronde van Rioja
- Subida a Urkiola
- Memorial Manuel Galera

1995
- 1e etappe, 3e etappe en eindklassement Colorado Classic
- 4e etappe Ronde van Catalonië

1996
- Subida a Urkiola

1997
- Spaans kampioenschap op de weg, Elite
- 3e etappe en eindklassement Ronde van Rioja
- 19e etappe Ronde van Spanje
- Bergklassement Ronde van Spanje

1998
- 5e etappe Ronde van Asturië
- 4e etappe Dauphiné Libéré
- 6e, 10e, 11e en 16e etappe Ronde van Spanje
- Bergklassement Ronde van Spanje

1999
- 9e etappe Ronde van Spanje
- Bergklassement Ronde van Spanje

2000
- Classique des Alpes
- 7e etappe, 8e etappe en eindklassement Ronde van Catalonië

2001
- 8e, 11e en 12e etappe Ronde van Spanje
- Bergklassement Ronde van Spanje
- Puntenklassement Ronde van Spanje

## Resultaten in voornaamste wedstrijden
| Jaar | Ronde van Italië | Ronde van Frankrijk | Ronde van Spanje |
| ---- | ---------------- | ------------------- | ---------------- |
| 1991 |                  |                     |                  |
| 1995 | 26e              |                     |                  |
| 1996 |                  | 57e                 | 12e              |
| 1997 |                  | 8e                  | 21e (1)          |
| 1998 |                  | opgave              | ↑ (4)            |
| 1999 | 33e              |                     | 5e (1)           |
| 2000 |                  | 23e                 | opgave           |
| 2001 |                  |                     | 17e (3)          |

| Jaar | Milaan-San Remo | Gent-Wevelgem | Luik-Bast.‑Luik |
| ---- | --------------- | ------------- | --------------- |
| 1991 |                 | 133e          |                 |
| 1995 |                 |               | 22e             |
| 1996 |                 |               |                 |
| 1997 |                 |               | 79e             |
| 1998 |                 |               |                 |
| 1999 | 92e             |               |                 |
| 2000 |                 |               |                 |
| 2001 |                 |               |                 |